# Miladinovo, Kărdjali
Miladinovo (în bulgară Миладиново) este un sat în comuna Kărdjali, regiunea Kărdjali,  Bulgaria. 

## Demografie
Componența etnică a satului Miladinovo
     Turci (96,71%)
     Romi (1,31%)
     Nicio identificare (1,96%)
     Altele (0%)
La recensământul din 2011, populația satului Miladinovo era de 457 locuitori. Din punct de vedere etnic, majoritatea locuitorilor (96,71%) erau turci, cu o minoritate de romi (1,31%). Pentru 1,96% din locuitori nu este cunoscută apartenența etnică.